# Impatiens pallida
Impatiens pallida är en balsaminväxtart som beskrevs av Thomas Nuttall. Impatiens pallida ingår i släktet balsaminer, och familjen balsaminväxter. Inga underarter finns listade i Catalogue of Life.

## Bildgalleri

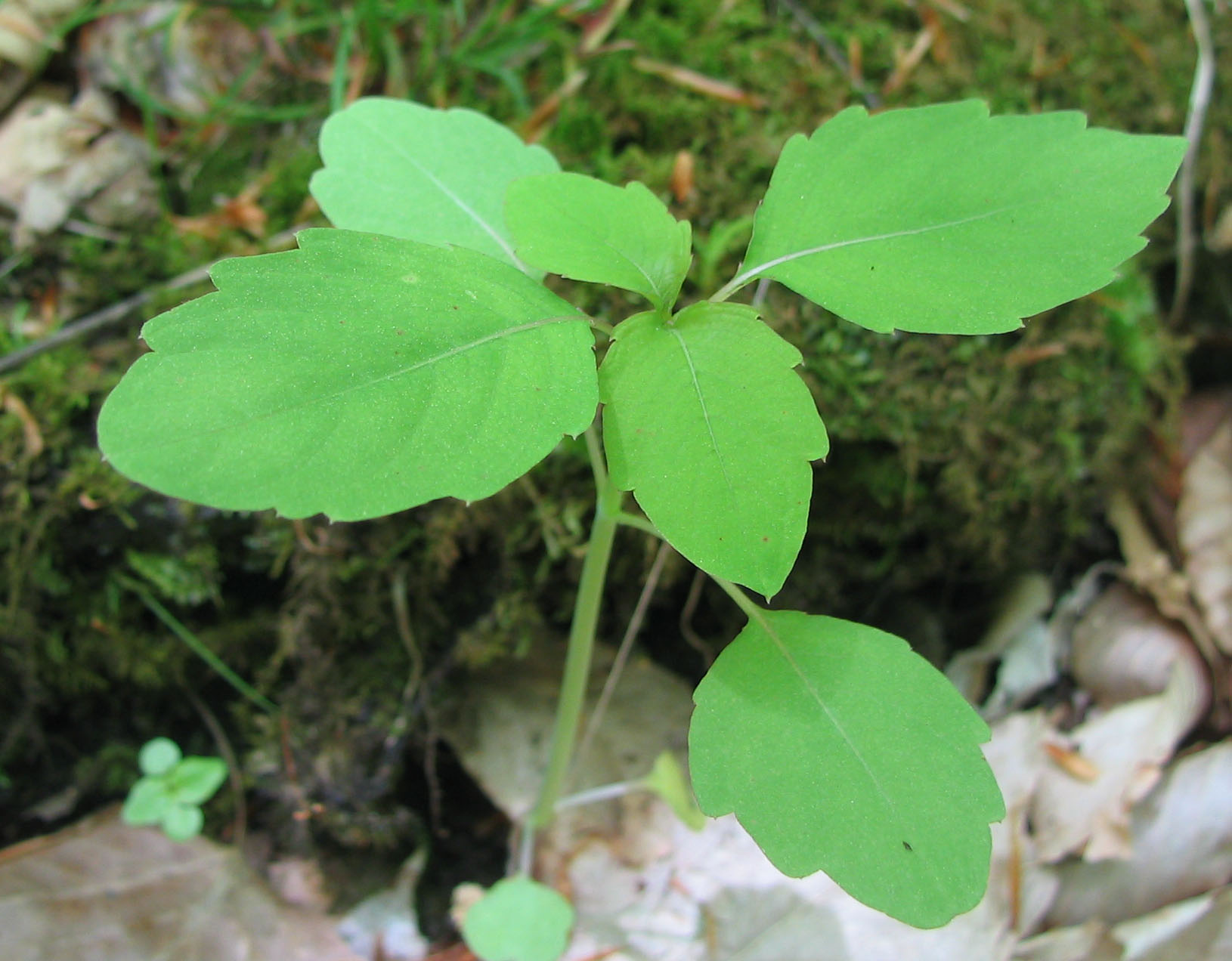
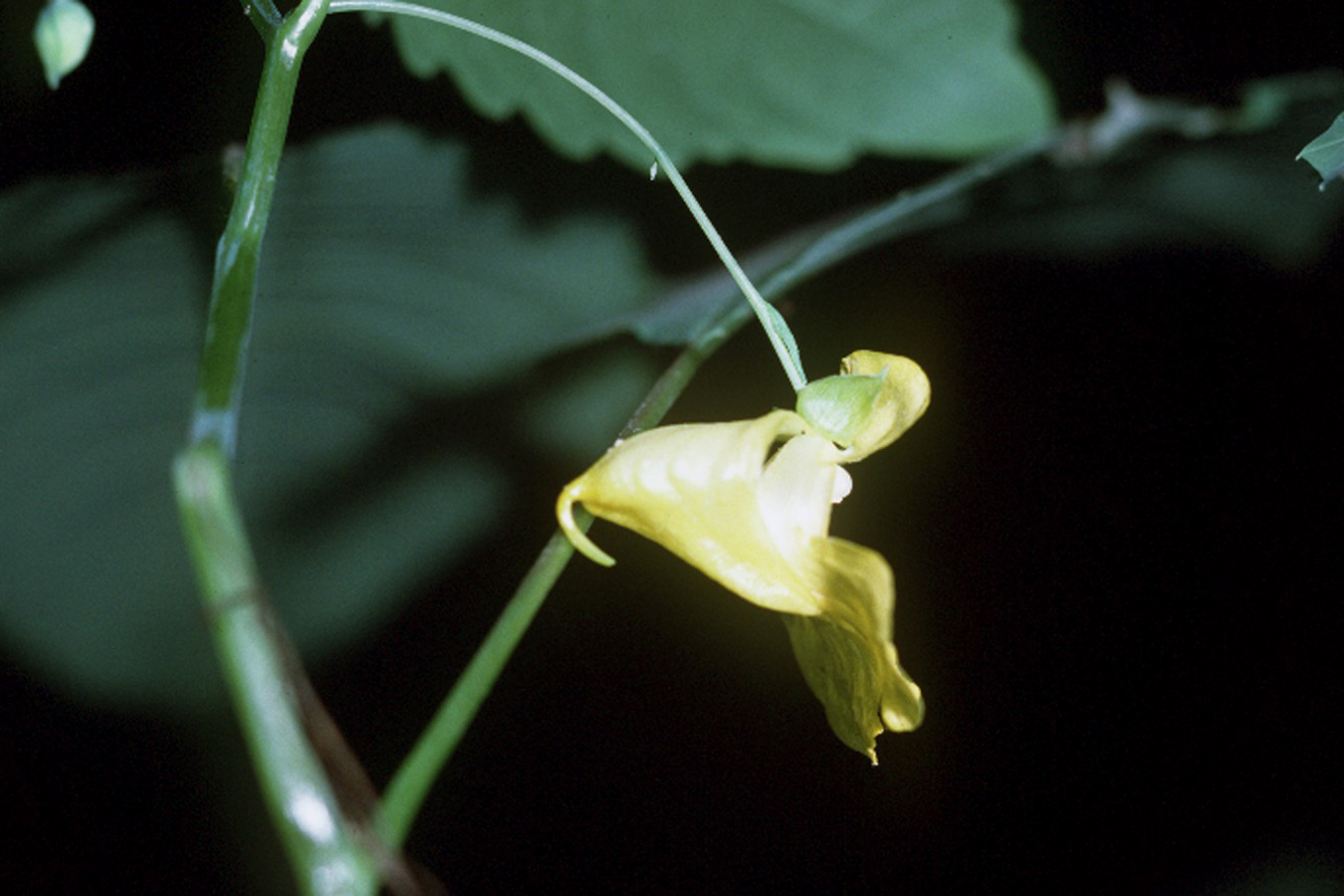
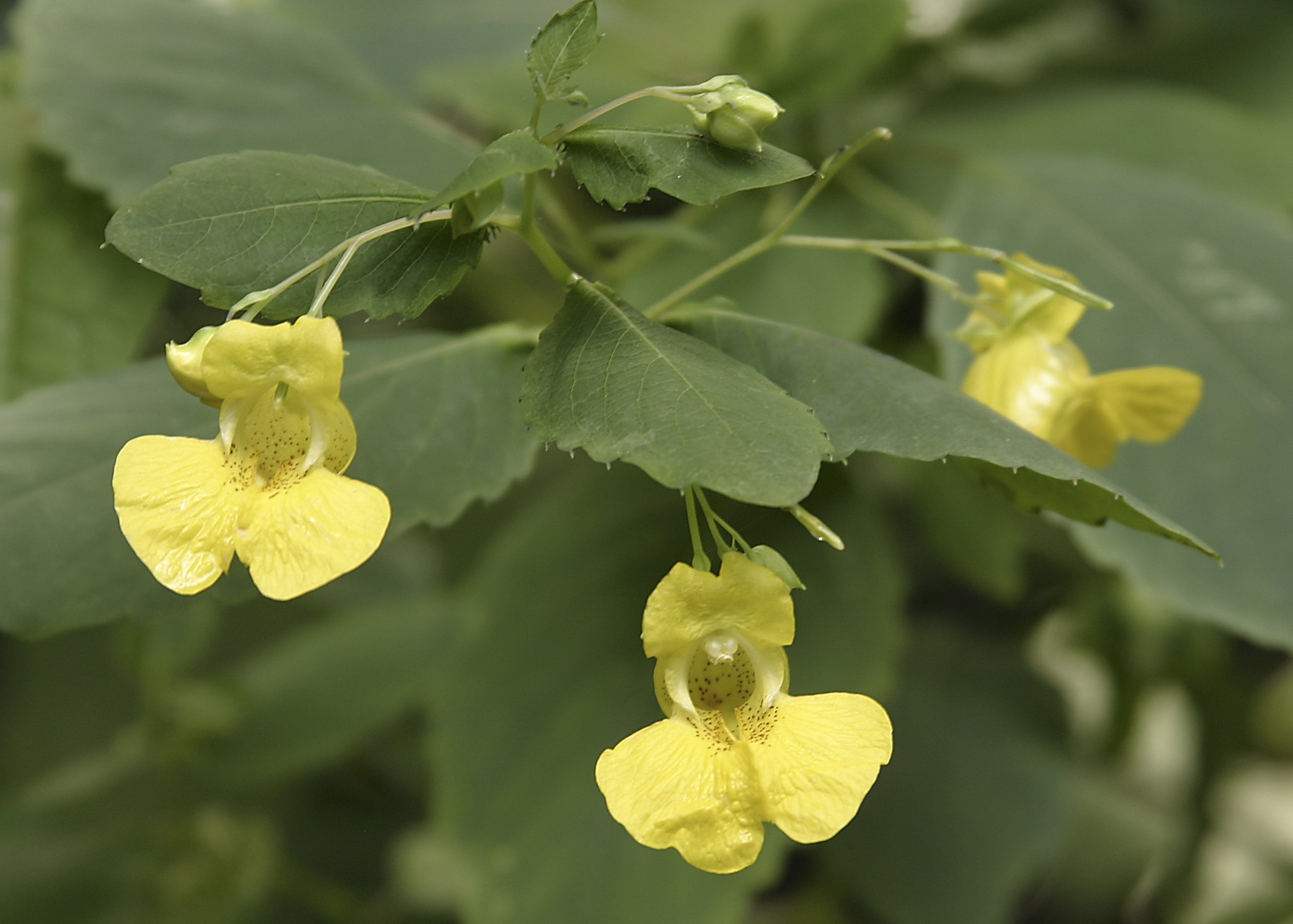
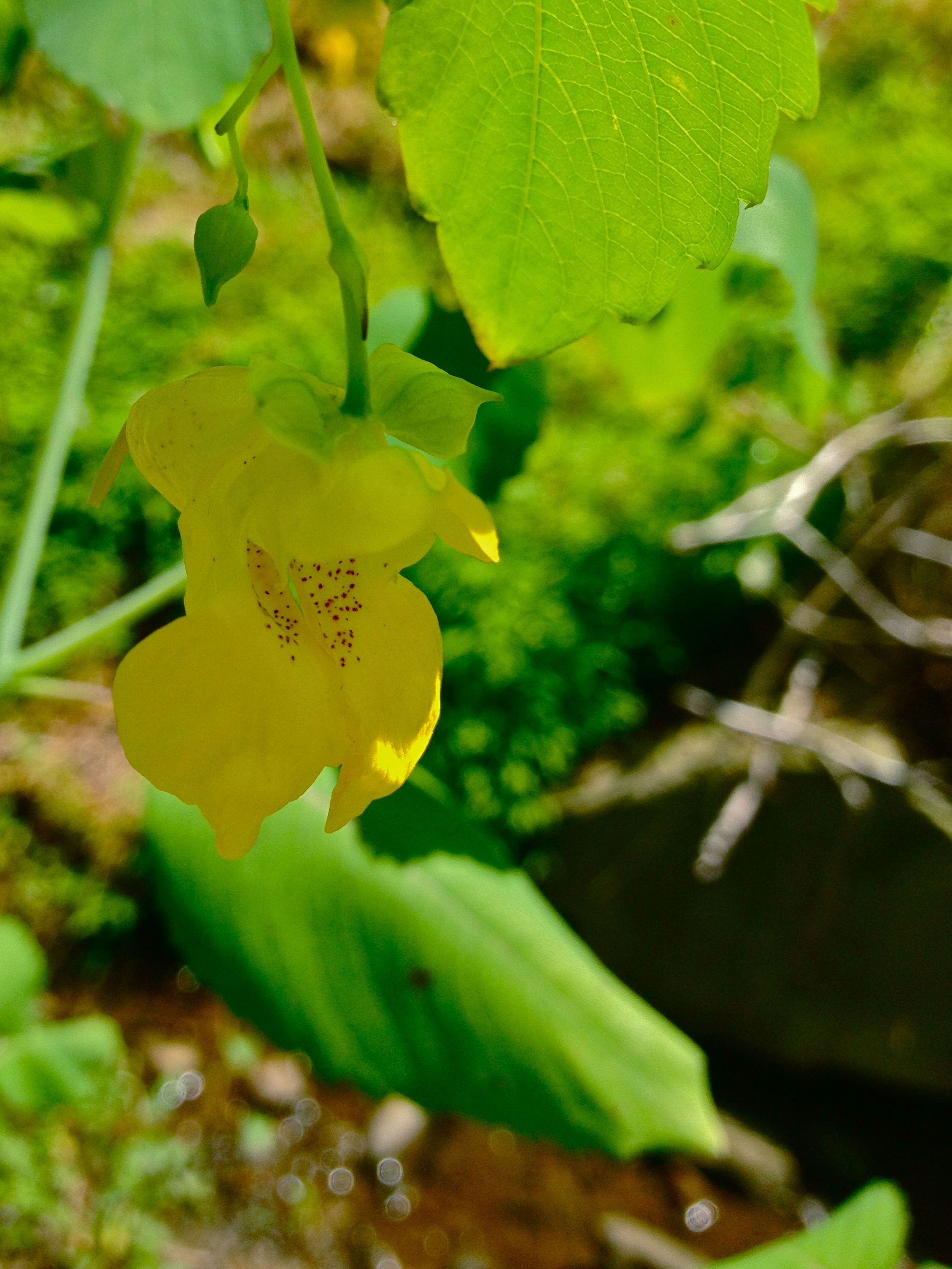
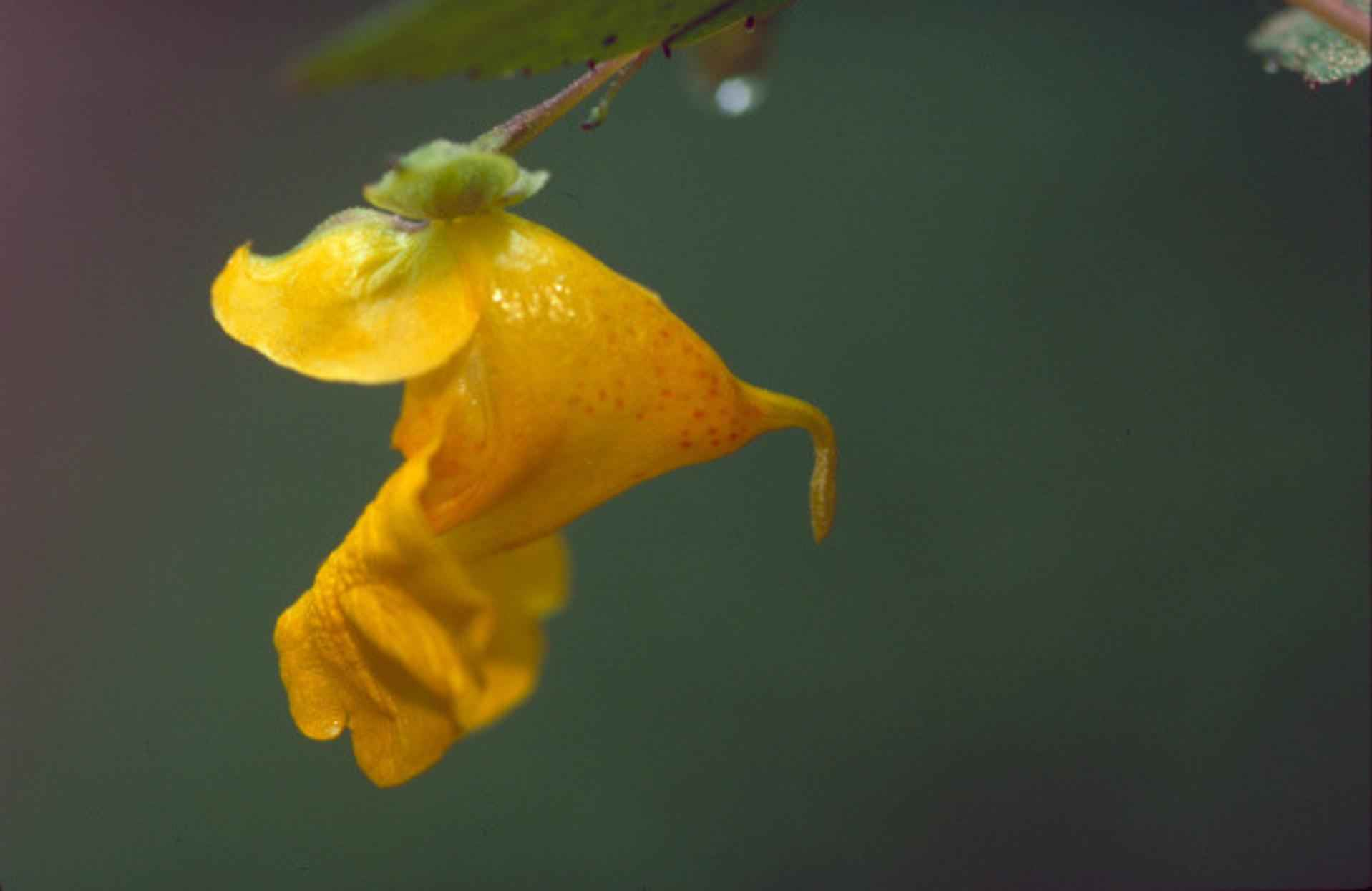
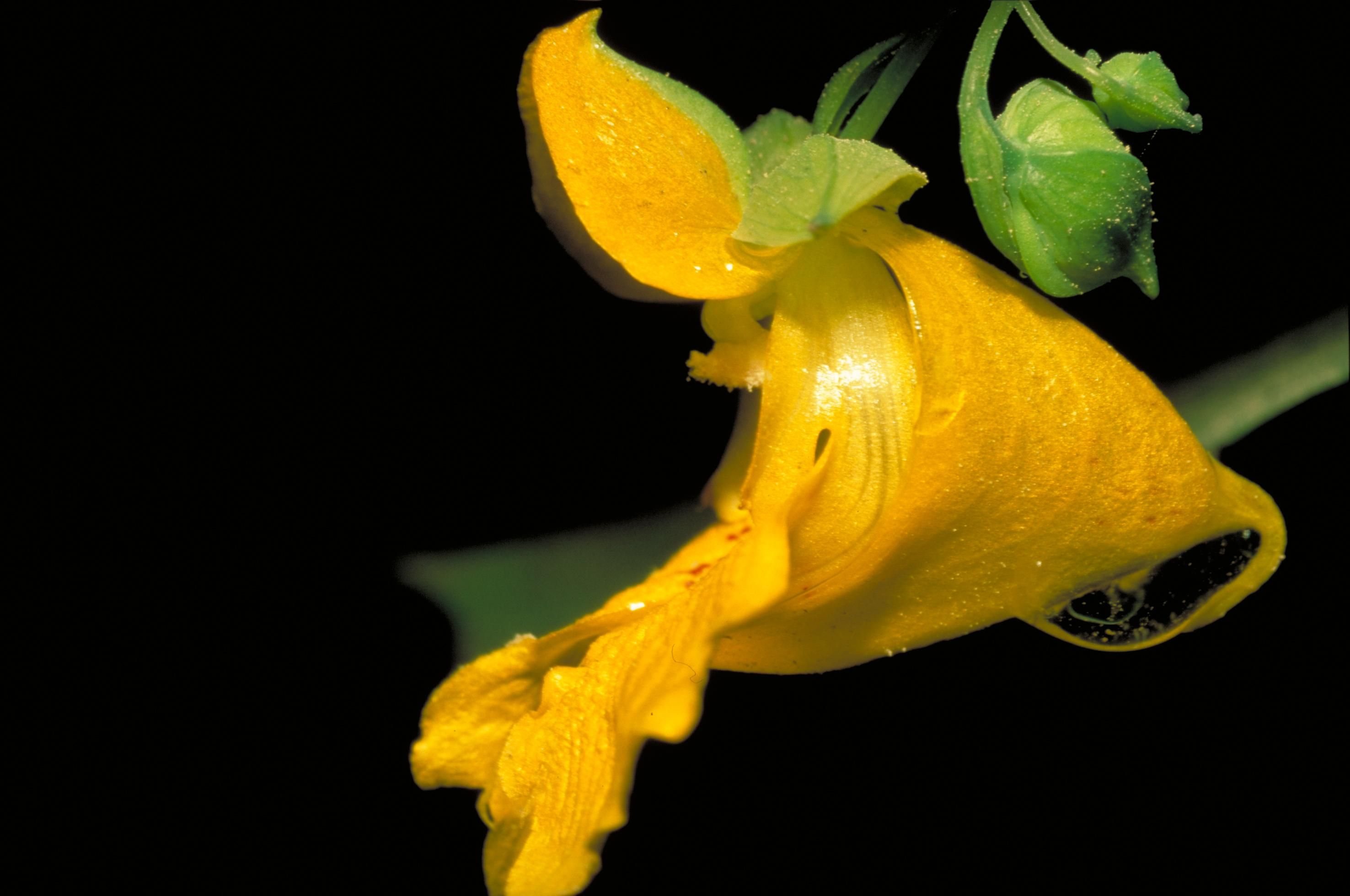